# José Magallanes
José Magallanes – piłkarz urugwajski, pomocnik.
Razem z klubem Rampla Juniors Magallanes w 1927 roku zdobył mistrzostwo Urugwaju. Rok później został wicemistrzem Urugwaju.
Jako piłkarz klubu Rampla Juniors wziął udział w turnieju Copa América 1929, gdzie Urugwaj zajął dopiero trzecie miejsce. Magallanes zagrał w dwóch meczach - w sensacyjnej klęsce 0:3 z Paragwajem i w wygranym 4:1 meczu z Peru.